# اورلیتسکه زاهوری
اورلیتسکه زاهوری (به چکی: Orlické Záhoří) یک منطقهٔ مسکونی در جمهوری چک است که در ناحیه ریخنوف ناد کنیژنوو واقع شده‌است. اورلیتسکه زاهوری ۲۱۲ نفر جمعیت دارد.